# 1 500 mètres masculin aux Jeux olympiques de 1912 (athlétisme)
Pour un article plus général, voir Athlétisme aux Jeux olympiques de 1912.
Navigation
Londres 1908 Anvers 1920
L'épreuve du 1 500 mètres masculin aux Jeux olympiques de 1912 s'est déroulée les 9 et 10 juillet 1912 au Stade olympique de Stockholm, en Suède. Elle est remportée par le Britannique Arnold Jackson

## Résultats

### Finale
| Rang                                | Athlète              | Pays        | Temps  | Notes |
| ----------------------------------- | -------------------- | ----------- | ------ | ----- |
| Médaille d'or, Jeux olympiques      | Arnold Jackson       | Royaume-Uni | 3:56.8 | OR    |
| Médaille d'argent, Jeux olympiques  | Abel Kiviat          | États-Unis  | 3:56.9 |       |
| Médaille de bronze, Jeux olympiques | Norman Taber         | États-Unis  | 3:56.9 |       |
| 4                                   | John Paul Jones (en) | États-Unis  | 3:57.2 |       |
| 5                                   | Ernst Wide           | Suède       | 3:57.6 |       |
| 6                                   | Philip Baker         | Royaume-Uni | 4:01.0 |       |
| 7                                   | John Zander          | Suède       | 4:02.0 |       |
| 8                                   | Walter McClure (en)  | États-Unis  |        |       |
| 9-14                                | Henri Arnaud         | France      |        |       |
| 9-14                                | Evert Björn (en)     | Suède       |        |       |
| 9-14                                | Oscar Hedlund (en)   | États-Unis  |        |       |
| 9-14                                | Louis Madeira (en)   | États-Unis  |        |       |
| 9-14                                | Mel Sheppard         | États-Unis  |        |       |
| 9-14                                | Erwin von Sigel (de) | Allemagne   |        |       |

### Demi-finales

#### Demi-finale 1
| Rang | Athlète            | Pays        | Temps  | Notes |
| ---- | ------------------ | ----------- | ------ | ----- |
| 1    | Mel Sheppard       | États-Unis  | 4:27.6 | Q     |
| 2    | Louis Madeira (en) | États-Unis  | 4:27.9 | Q     |
| 3    | Albert Hare (en)   | Royaume-Uni | 4:39.4 |       |

#### Demi-finale 2
| Rang | Athlète             | Pays        | Temps  | Notes |
| ---- | ------------------- | ----------- | ------ | ----- |
| 1    | Norman Taber        | États-Unis  | 4:25.5 | Q     |
| 2    | Philip Noel-Baker   | Royaume-Uni | 4:26.0 | Q     |
| 3    | Georg Amberger (en) | Allemagne   | 4:27.0 |       |
| 4-5  | Teofil Savniky      | Hongrie     |        |       |
| 4-5  | Rūdolfs Vītols (en) | Russie      |        |       |
| —    | Dmitri Nazarov      | Russie      |        | DNF   |

#### Demi-finale 3
| Rang | Athlète               | Pays        | Temps  | Notes |
| ---- | --------------------- | ----------- | ------ | ----- |
| 1    | Abel Kiviat           | États-Unis  | 4:04.4 | Q     |
| 2    | Henri Arnaud          | France      | 4:05.4 | Q     |
| 3    | Norman Patterson (en) | États-Unis  | 4:05.5 |       |
| 4    | John Tait (en)        | Canada      |        |       |
| 5    | Ferenc Forgács (en)   | Hongrie     |        |       |
| 6-7  | François Delloye (en) | Belgique    |        |       |
| 6-7  | Jacob Pedersen (en)   | Norvège     |        |       |
| —    | Edward Owen           | Royaume-Uni |        | DNF   |

#### Demi-finale 4
| Rang | Athlète                 | Pays           | Temps  | Notes |
| ---- | ----------------------- | -------------- | ------ | ----- |
| 1    | Arnold Jackson          | Royaume-Uni    | 4:10.8 | Q     |
| 2    | John Paul Jones (en)    | États-Unis     | 4:12.4 | Q     |
| 3    | John Victor             | Afrique du Sud | 4:12.7 |       |
| 4    | Lewis Anderson (en)     | États-Unis     |        |       |
| 5    | Oscar Larsen (en)       | Norvège        |        |       |
| 6    | Arnolds Indriksons (en) | Russie         |        |       |
| 7    | Alfrēds Ruks (en)       | Russie         |        |       |

#### Demi-finale 5
| Rang | Athlète              | Pays        | Temps  | Notes |
| ---- | -------------------- | ----------- | ------ | ----- |
| 1    | John Zander          | Suède       | 4:05.5 | Q     |
| 2    | Evert Björn (en)     | Suède       | 4:07.2 | Q     |
| 3    | Herbert Putnam       | États-Unis  | 4:07.6 |       |
| 4    | Richard Yorke (en)   | Royaume-Uni |        |       |
| 5    | Georg Mickler (en)   | Allemagne   |        |       |
| 6    | Aleksandr Elizarov   | Russie      |        |       |
| 7    | Nikolay Kharkov      | Russie      |        |       |
| —    | Charles Ruffell (en) | Royaume-Uni |        | DNF   |

#### Demi-finale 6
| Rang | Athlète                | Pays        | Temps  | Notes |
| ---- | ---------------------- | ----------- | ------ | ----- |
| 1    | Erwin von Sigel        | Allemagne   | 4:09.3 | Q     |
| 2    | Oscar Hedlund (en)     | États-Unis  | 4:10.8 | Q     |
| 3    | William Moore          | Royaume-Uni | 4:11.2 |       |
| 4    | Nils Frykberg          | Suède       | 4:11.2 |       |
| 5-6  | Frederick Hulford (en) | Royaume-Uni |        |       |
| 5-6  | Andrejs Krūkliņš (en)  | Russie      |        |       |
| —    | Guido Calvi (en)       | Italie      |        | DNF   |

#### Demi-finale 7
| Rang | Athlète              | Pays           | Temps  | Notes |
| ---- | -------------------- | -------------- | ------ | ----- |
| 1    | Ernst Wide           | Suède          | 4:06.0 | Q     |
| 2    | Walter McClure (en)  | États-Unis     | 4:07.3 | Q     |
| 3    | Joe Cottrill         | Royaume-Uni    |        |       |
| 4    | Efraim Harju         | Finlande       |        |       |
| 5    | Yevgeny Petrov       | Russie         |        |       |
| —    | Vahram Papazyan (en) | Empire ottoman |        | DNF   |

## Légende
Records et Performances
- AR : Record continental (area record)
- CR : Record des championnats (championship record)
- MR : Record du meeting (meet record)
- NR : Record national (national record)
- OR : Record olympique (olympic record)
- PR : Record paralympique (paralympic record)
- PB : Record personnel (personal best)
- SB : Meilleure performance personnelle de la saison (season's best)
- WL : Meilleure performance mondiale de l'année (world leader)
- WJR : Record du monde junior (world junior record)
- WR : Record du monde (world record)

Circonstances et Conditions
- DNF : N'a pas terminé (did not finish)
- DNS : N'a pas pris le départ (did not start)
- DQ : Disqualification (disqualification)
- NM : Aucun essai valable enregistré (No Mark)
- Q : Qualifié « directement » au prochain tour (ou à la prochaine compétition), lors d'une compétition majeure, grâce au classement ou à la réalisation des minima (automatic qualifier)
- q : Qualifié au prochain tour (ou à la prochaine compétition), lors d'une compétition majeure, grâce au repêchage ou à la réalisation de l'une des meilleures performances parmi celles des « non qualifiés directement » (grâce au meilleur temps ou à la meilleure distance par exemple) (secondary qualifier)